# Кадомська складчастість
Кадомська складчастість (рос. кадомская складчатость; англ. Cadomian folding; нім. kadomische Faltung f) — остання із докембрійських епох складчастостей, яку виділяють за західноєвропейською системою. Відповідає байкальській складчастості.